# De zingende oorbellen
De zingende oorbellen is het 52ste stripverhaal van Jommeke. De reeks wordt getekend door striptekenaar Jef Nys.

## Personages
- Jommeke
- Flip
- Filiberke
- professor Gobelijn
- Kwak
- Boemel
- koning Zaroba
- kleine rollen : Annemieke, Rozemieke, Choco, Pekkie, Litchi, Bobolo, ...

## Verhaal
Het verhaal start in het fictieve koninkrijk Trapatropia in de Indische Oceaan. Koning Zaroba heeft een platina scepter nodig die in een verzonken stad ligt. Duikers kunnen de stad niet bereiken, maar dan krijgt hij van zijn knecht Bobolo en raadgever Litchi een artikel te zien over de plastieken walvis van professor Gobelijn. Zij roepen de professor op om met de walvis te komen. Hij roept Jommeke en zijn vrienden te hulp om hem te assisteren. Jommeke, Flip en Filiberke gaan mee. Omdat de reis een week zal duren, willen ze nog een kok mee. Ze stuiten op Kwak en Boemel die werk zoeken en hun leven lijken verbeterd te hebben. Beiden gaan mee met de plastieken walvis, maar vermoeden al snel dat er iets te verdienen valt aan de reis.
Aangekomen op het eiland Trapatropia worden ze als koningen onthaald en op het paleis ontvangen. De professor wordt van de missie ingelicht en samen met de vrienden besluit hij de scepter te gaan zoeken in de verzonken stad. De scepter is namelijk het symbool van de koninklijke macht en heeft de drager de macht over het land. Hij is al 1000 jaar vervangen door een namaak, maar de koning wil de echte terug. De vrienden vinden met de walvis al vlug de stad. Met duikpakken kunnen ze de stad doorzoeken en vinden relatief snel de scepter in een kistje terug. Ondertussen vinden ze ook een kist met vier zingende oorbellen. Het zijn oorbellen van kristal met daarin kleine kristallen die door de beweging geluid maken. Terug in de walvis ontdekken Kwak en Boemel dat de vrienden enkele voorwerpen meegenomen hebben uit de stad. Ze ontdekken de zingende oorbellen en zien de scepter die ze waardeloos achten omdat ze niet weten dat hij van platina is. Ze besluiten de oorbellen te stelen en duiken onder in Trapatropia. Ze stelen echter per ongeluk de kist met de scepter. De kist is echter afgesloten met een speciale sleutel waardoor ze deze niet kunnen openen. Jommeke vermomt zich als slotenmaker en wint het vertrouwen van Kwak en Boemel. Hij opent de kist, maar Kwak en Boemel zijn woedend als ze ontdekken dat het de scepter is. Ze gooien ze uit het venster waarop de professor en Filiberke hem kunnen vangen. Nadien horen ze dat de scepter van platina is, maar dan is het voor hen al te laat. De vrienden brengen de scepter en oorbellen naar de koning die hun uit dankbaarheid de oorbellen schenkt. Het verhaal eindigt met de Miekes die de oorbellen dragen tijdens een wandeling door het dorp.

## Achtergronden bij dit verhaal
- Dit album is een schattenverhaal waarbij na de vondst van een schat deze uit de handen van een boef moet gehaald worden.
- De houding van Kwak en Boemel als vriend en vijand van Jommeke wordt hier voor het eerst uitgespeeld. Doorheen de reeks zal de houding van de twee landlopers tegenover Jommeke steeds wisselen naargelang de verhaallijn en er geld bij gemoeid is.
- De Miekes spelen voor de tweede keer op korte tijd geen rol van betekenis. Bij de aanvang van het avontuur melden ze Jommeke dat ze geen tijd hebben voor een avontuur omdat ze aan de grote schoonmaak moeten beginnen. Dit was ook al het geval in het album 'De plastieken walvis'. De grote schoonmaak, een geplande reis, een zieke of jarige Choco wordt vaak gebruikt om de Miekes niet in het hoofdverhaal te betrekken.
- Het album speelt zich af in een fictief eiland en koninkrijk in de Indische Oceaan. Het thema van de verzonken stad doet aan Atlantis denken.
- Het verhaal van de verzonken stad kan wetenschappelijk niet kloppen. De ruïnes zouden op grote diepte liggen, maar veel muren staan nog recht na 1000 jaar. De kristallen oorbellen zijn nog intact ondanks de druk van het water. Bovendien maken ze geluid onder water, wat in feite niet kan.

Dit album verscheen ook in het Frans.